# Menemerus rubicundus
Menemerus rubicundus là một loài nhện trong họ Salticidae.
Loài này thuộc chi Menemerus. Menemerus rubicundus được George Newbold Lawrence miêu tả năm 1928.